# Indigofera litoralis
Indigofera litoralis là một loài thực vật có hoa trong họ Đậu. Loài này được Chun & T.Chen miêu tả khoa học đầu tiên.